# سانجی گوپتا (کارگردان)
سانجی گوپتا (انگلیسی: Sanjay Gupta؛ زادهٔ ۱۴ آوریل ۱۹۶۷) کارگردان فیلم، تهیه‌کننده فیلم، فیلم‌نامه‌نویس اهل هند است.

## فیلم‌شناسی
| سال  | فیلم                    | کارگردان | تهیه‌کننده | فیلم‌نامه‌نویس | یادداشت                                                                              |
| ---- | ----------------------- | -------- | --------- | ------------ | ------------------------------------------------------------------------------------ |
| ۱۹۹۴ | آتش: احساس آتش          | آری      |           | آری          | الهام گرفته از دیوار, فردایی بهتر, و ایالات گریس                                     |
| ۱۹۹۵ | کتاب مقدس رام           | آری      |           | آری          | بر پایه سخت‌کش                                                                        |
| ۱۹۹۷ | همیشه                   | آری      |           | آری          |                                                                                      |
| ۲۰۰۰ | نبرد                    | آری      |           | آری          | بر پایه اقدامات ناامیدکننده                                                          |
| ۲۰۰۰ | خمیر                    | آری      |           | آری          | بر پایه The Juror                                                                    |
| ۲۰۰۲ | خار                     | آری      |           | آری          | الهام گرفته از شهر در آتش و سگ‌های انباری                                             |
| ۲۰۰۳ | طرح                     |          | آری       | آری          | بر پایه Suicide Kings                                                                |
| ۲۰۰۴ | مسافر                   | آری      |           | آری          | بر پایه دور برگردان                                                                  |
| ۲۰۰۶ | زنده                    | آری      |           | آری          | بر پایه اولدبوی                                                                      |
| ۲۰۰۷ | ده داستان               | آری      | آری       |              | الهام گرفته از The Ten و Tales from the Crypt                                        |
| ۲۰۰۷ | تیراندازی در لوکاندوالا |          |           | آری          |                                                                                      |
| ۲۰۰۸ | ووداستوک ویلا           |          | آری       |              | بر پایه فیلم ژاپنی آشوب                                                              |
| ۲۰۱۰ | کارخانه اسید            |          | آری       |              | بر پایه Unknown                                                                      |
| ۲۰۱۰ | بال                     |          | آری       |              |                                                                                      |
| ۲۰۱۳ | تیراندازی در وادالا     | آری      | آری       | آری          | بر پایه کتاب Dongri to Dubai                                                         |
| ۲۰۱۵ | احساس                   | آری      | آری       | آری          | بر پایه Seven Days                                                                   |
| ۲۰۱۷ | قابل                    | آری      |           |              | الهام گرفته از Blind Fury و Broken                                                   |
| ۲۰۲۰ | Mumbai Saga             | آری      |           |              | Filming                                                                              |
| ۲۰۲۰ | Rakshak                 | آری      | آری       |              | Development Based on the graphic novel series by Yali Dream Creations called Rakshak |